# Lessing-Medaille

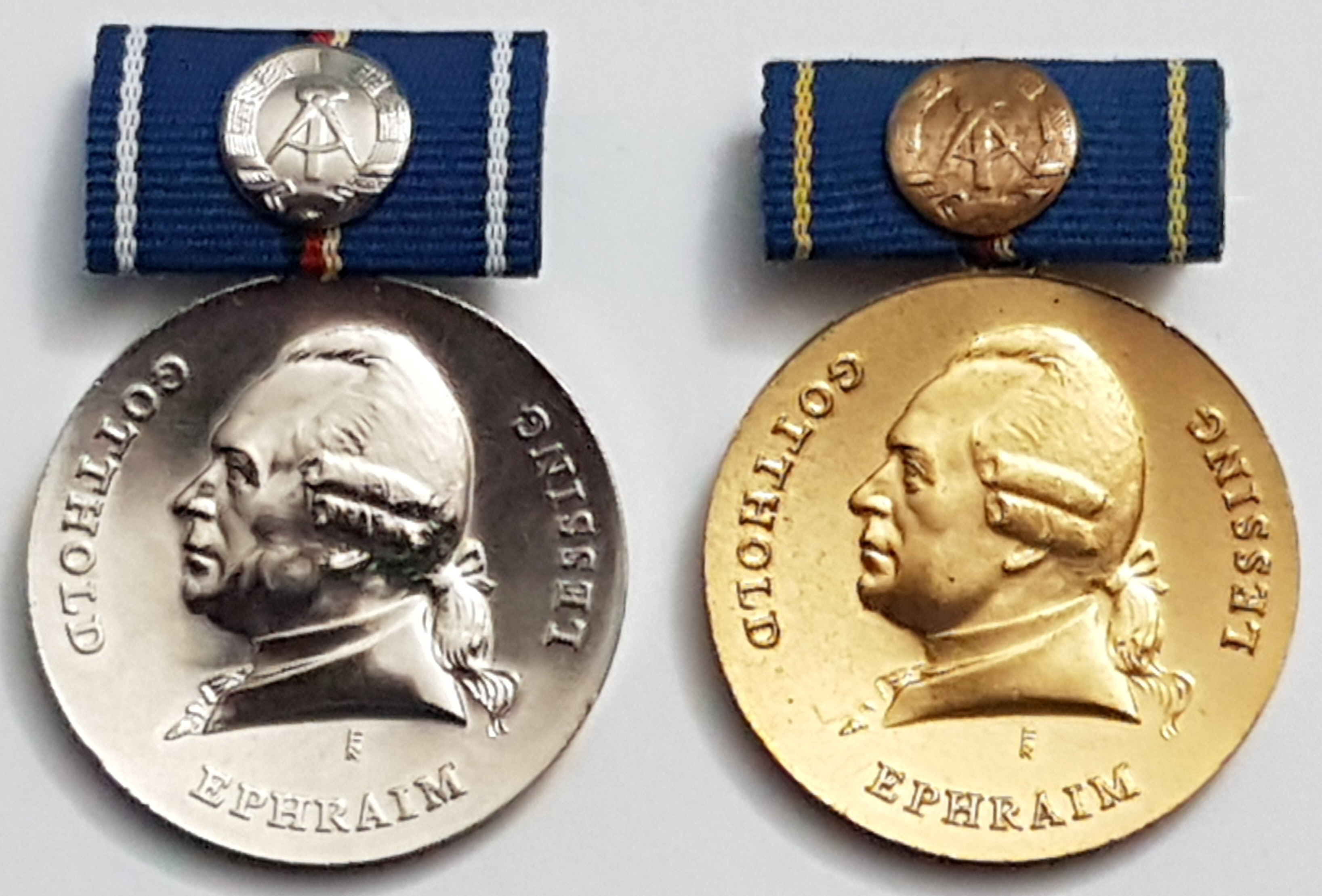
Lessing-Medaille (4. Form)

Die Lessing-Medaille war in der Deutschen Demokratischen Republik (DDR) eine im Fachbereich des  Ministeriums für Volksbildung verliehene nichtstaatliche Auszeichnung, welche anlässlich der Abschlussprüfung an Schulen als besondere Anerkennung für ausgezeichnete Leistungen und sehr gute gesellschaftliche und außerunterrichtliche Arbeit vergeben wurde. Im Laufe der Zeit wandelte sich nicht nur das Aussehen der Auszeichnung, auch kamen verschiedene Stufen zur Verleihung.

## Beschreibung
Die nach  Gotthold Ephraim Lessing benannte Medaille wurde am 28. April 1950 gestiftet. Mit ihr wurden bis zur deutschen Wiedervereinigung Schüler gewürdigt, welche die 10. Klasse der Polytechnischen Oberschule bzw. die 12. Klasse der Erweiterten Oberschule mit der Note „mit Auszeichnung“ bestanden hatten. Zusätzlich war ein gewisses gesellschaftliches Engagement bzw. parteiliche Haltung erforderlich. Die Kandidaten mussten daher vom Klassenlehrer vorgeschlagen und vom Schuldirektor und Kreisschulrat bestätigt werden.
Für die Lessing-Medaille in Gold musste in allen Fächern des Abschlusszeugnisses die Note „sehr gut“ erreicht werden. Bei der Lessing-Medaille in Silber durfte in zwei Fächern auch ein „gut“ stehen. Die höchste Stufe bedurfte der Bestätigung durch das Ministerium für Volksbildung und sicherte eine bevorzugte Behandlung an Hochschulen und in Ausbildungsbetrieben. Die Auszeichnung wurde unter anderem am 7. Oktober, dem Tag der Republik, feierlich während eines Fahnenappelles an ehemalige Schüler verliehen.

## Verleihungsformen

### Erste Form (1950)
Die Lessing-Medaille der ersten Form war eine 46,5 mm durchmessende nichttragbare Medaille aus braunem Böttgersteinzeug, von der nur wenige Exemplare bekannt sind.

### Zweite Form
Die zweite Form der Medaille war die einzige, die in drei Stufen – Bronze, Silber, Gold – verliehen wurde. Sie hatte einen Durchmesser von 32 mm, war ebenfalls nicht tragbar und bestand aus vergoldetem Silber, Silber oder einer Bronzelackierung und wurde in einem Etui überreicht. Sie zeigte auf ihrem Avers das große links blickende Kopfrelief Gotthold Ephraim Lessings sowie die weit auseinandergezogene Umschrift: GOTTHOLD EPHRAIM LESSING.
Zusammen mit der nicht tragbaren Medaille im Etui erhielt der Auszuzeichnende eine 16 mm durchmessende Miniatur als Anstecknadel, die am Revers getragen werden konnte. Ihre Beschaffenheit entsprach der verliehenen Stufe. Auch das Aussehen war mit der Etuimedaille identisch, allerdings ohne Umschrift.

### Dritte Form

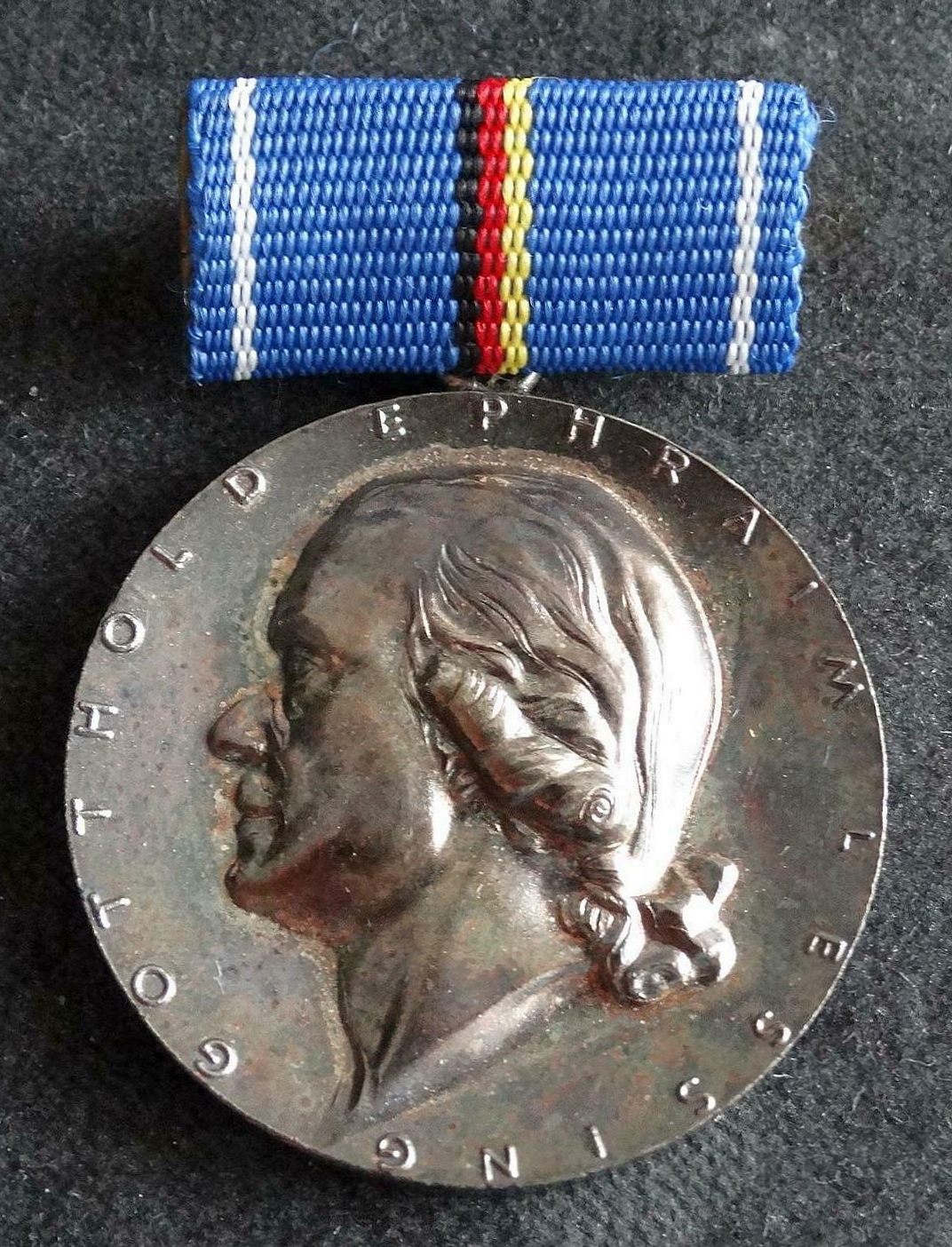
Lessing-Medaille in Silber (3. Form), Vorderseite

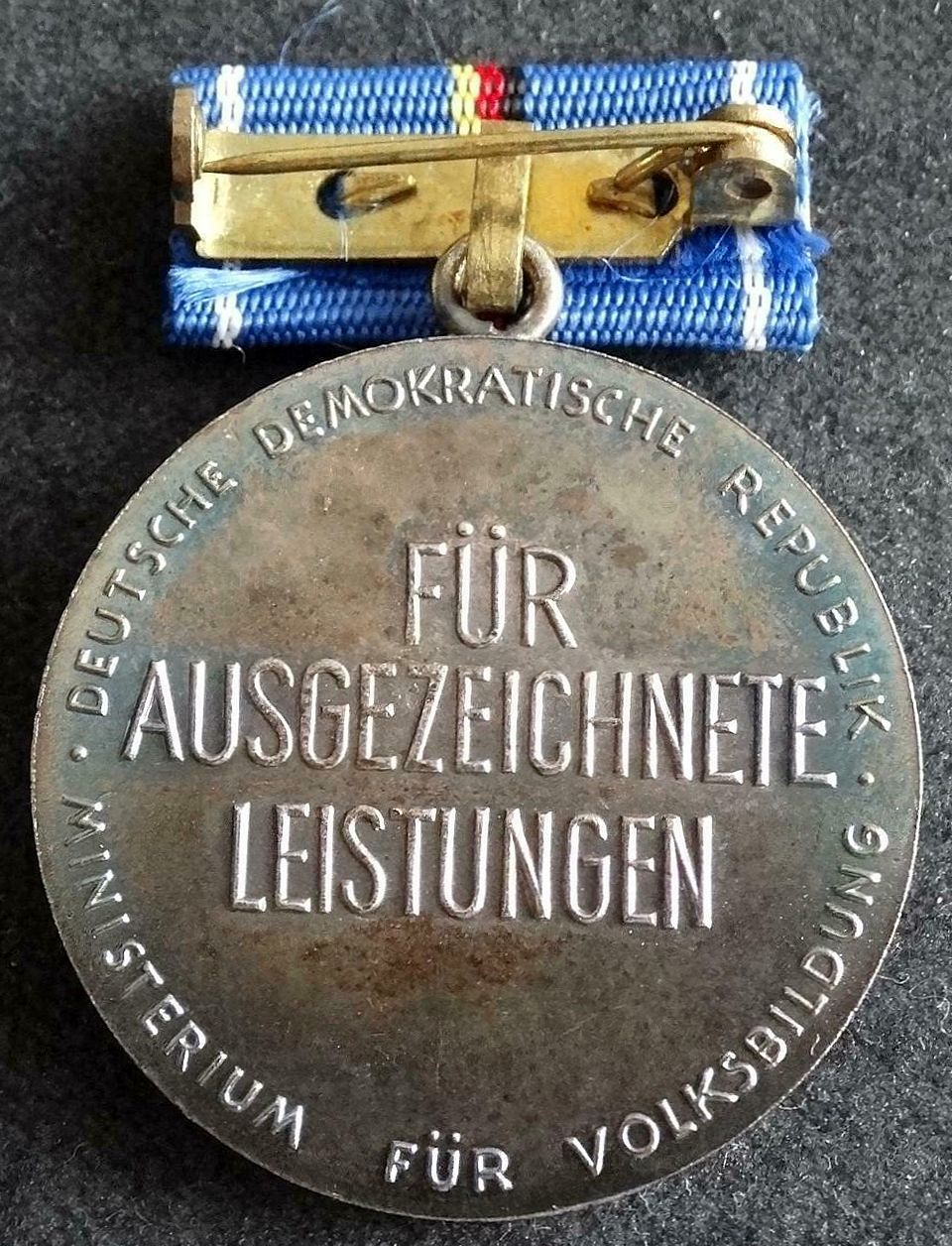
Lessing-Medaille in Silber (3. Form), Rückseite

Die dritte Form der Medaille, die nur noch in der Gold- und Silberstufe verliehen wurde, zeigte das unveränderte Avers ihres Vorgängers. Die Miniatur entfiel jedoch zugunsten einer neu geschaffenen blau bandbezogenen Spange, die 25 mm breit war. In das Band war mittig ein 3 mm breiter senkrechter schwarz-rot-goldener Mittelstreifen eingewebt. 2 mm vom Saum entfernt war beidseitig zudem ein 1 mm breiter senkrechter Balken eingewebt, der für die Silberstufe weißgrau und für die Goldstufe goldgelblich war. Das Revers zeigte mittig in sehr großen Buchstaben die dreizeilige Aufschrift: FÜR / AUSGEZEICHNETE / LEISTUNGEN, umschlossen von der Umschrift: DEUTSCHE DEMOKRATISCHE REPUBLIK oben und MINISTERIUM FÜR VOLKSBILDUNG unten. Die dritte Form der Lessing-Medaille wurden an der linken oberen Brustseite getragen.

### Vierte Form (1974)
Die vierte und letzte Form der Medaille, welche ab 1974 verliehen wurde, zeigte nur noch geringe Veränderungen im Vergleich zum Vorgänger, insbesondere in der Relieftiefe. So wurde das Kopfrelief Lessings auf dem Avers insgesamt kleiner sowie sein Namenszug nicht mehr über den gesamten Umfang ausgedehnt. Das Revers erfuhr ebenso geringe Änderungen. Die mittige Aufschrift  FÜR / AUSGEZEICHNETE / LEISTUNGEN war kleiner und zeigte unter dem letzten Wort einen kleinen links zeigenden Lorbeerzweig.
Die Bandspange zur Medaille blieb gleich, zeigte aber zusätzlich eine 10 mm durchmessende aufgesetzte Miniatur des Staatswappens der DDR in Silber oder Gold. Die Interimspange war von gleicher Beschaffenheit. Auch die vierte Form der Lessing-Medaille wurde an der linken oberen Brustseite getragen.